# Timo Parvela
Timo Parvela (ur. 19 maja 1964 w Jyväskylä) – fiński pisarz, w 2006 roku laureat nagrody Finlandia dla dzieci i młodzieży (Junior).

## Życiorys
Studiował na Uniwersytecie w Jyväskylä. W latach 1988–1995 pracował jako nauczyciel w szkole podstawowej. Od połowy lat dziewięćdziesiątych zajmuje się wyłącznie pisarstwem.
Obecnie mieszka w Kirkkonummi. Zadebiutował w roku 1989 książką Poika. Tworzy głównie dla dzieci i młodzieży. Szczególną popularność przyniosły mu książki o Elli, pełne humoru opowieści o przygodach grupki uczniów szkoły podstawowej. Jest autorem ok. 70 książek.
Timo Parvela jest także autorem książek dla dorosłych, książek edukacyjnych, a także scenariuszy radiowych i telewizyjnych. Jego książki oprócz Finlandii czytane są w Niemczech, Estonii, Rosji, na Węgrzech, w Polsce, Norwegii, Rosji, Chinach, Gruzji, Japonii, Serbii, Danii, Korei, Szwecji, Tajwanie i Tajlandii. Wielokrotnie nominowany do Nagrody im. Astrid Lindgren.

## Publikacje w języku polskim
- Huśtawka Wyd. Ene Due Rabe, 2015
- Ella i przyjaciele, Nasza Księgarnia, 2008 (t. 1 i 2)
- Strażnicy Sampo (cz. 1 Miecz) (cz.2 Tiera)
- Pate pisze bloga, Widnokrąg, 2018
- Pate gra w piłkę, Widnokrąg, 2018
- Pate szuka skarbów, Widnokrąg, 2020
- Pate łowi ryby, Widnokrąg, 2020

## Nagrody
- Medal Pro Finlandia przez Prezydenta Finlandii (2019)
- Nagroda Runeberg Junior 2017 za książkę Pate łowi ryby (2017)
- Nominacja do nagrody Astrid Lindgren Memorial Award (ALMA) (2015)
- Nagroda Finlandia (2014)
- Nominacja do nagrody Astrid Lindgren Memorial Award (ALMA) (2013)
- Nagroda 2010 fińskiego stowarzyszenia Kalevala dla serii Guardians of Sampo
- Nagroda Fundacji Literackiej WSOY za wyjątkowe zasługi jako autora (2009)
- Nagroda Koura za scenariusz telewizyjny Sky in Fire (2008)
- Nagroda Plättä za książkę Ella Hits the Jackpot (2008)
- Nagroda Topelius za książkę Fireblade, Guardians of Sampo, Part 1 (2007)
- Finlandia dla dzieci i młodzieży 2006 za Keinulauta (Huśtawka) wspólnie z Virpi Talvitie(inne języki) (autorką ilustracji)[5]
- Nagroda Book Club 2005 za wyjątkowe zasługi jako autora
- Dyplom Honorowej Listy H.C. Andersena (1989 i 1997)